# Palmeira Futebol Clube
O Palmeira Futebol Clube é um clube brasileiro de futebol, sediado  na cidade de Goianinha, no estado do Rio Grande do Norte. Suas cores são o Verde e o Branco. O clube manda os seus jogos no José Nazareno do Nascimento, mais conhecido como Nazarenão, que tem capacidade de público de 7.000 pessoas.

## História
O clube foi fundado no dia 23 de Junho de 1959.
O clube tem o nome em alusão ao Palmeiras de São Paulo. A falta do "S" foi um erro de digitação no momento registro do estatuto. 
Em 2010, o clube terminou em segundo lugar o Campeonato Potiguar da Segunda Divisão e assim, garantiu o acesso ao principal campeonato do estado.
Em 2016, o clube foi rebaixado à Segunda divisão do Potiguar.
Em 2017, o Palmeira fecha parceria com o empresário Carlos Alberto Sousa, do Rio de Janeiro.
Em 2018, o clube foi campeão Campeonato Potiguar de Futebol - Segunda Divisão vencendo o Alecrim Futebol Clube na final. 
Em 2020, o clube foi rebaixado ao Campeonato Potiguar de Futebol - Segunda Divisão.
Em 2020, o clube foi campeão Campeonato Potiguar de Futebol - Segunda Divisão, conquistando o acesso a elite do estadual.
Em 2021, o clube foi rebaixado a Segunda Divisão após ser punido pelo STJD com a perda de 12 pontos por relacionar um atleta de 15 anos para uma partida da competição.

## Títulos
| Estadual | Estadual                         | Estadual | Estadual    |
|          | Competição                       | Títulos  | Temporadas  |
| -------- | -------------------------------- | -------- | ----------- |
|          | Campeonato Potiguar - 2ª divisão | 2        | 2018 e 2020 |

- Vice-campeão do Campeonato Potiguar - 2ª divisão: 2010.

### Categoria de base
- Campeonato Potiguar - Sub 19: 2015

### Melhor campanha
- 4º colocado: Campeonato Potiguar de Futebol: 2011